# Greklands skuldkris

Greklands statsskuld i förhållande till BNP 1999-2010 jämfört med genomsnittet i eurozonen.

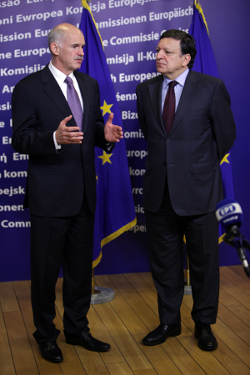
Greklands tidigare premiärminister Giorgos Papandreou och EU-kommissionens ordförande Jose Manuel Barroso.

Greklands skuldkris avser den pågående statsskuldskrisen i Grekland i kölvattnet av den internationella finanskrisen som tog sin början i USA under 2007 och 2008. Krisen är en del av den sydeuropeiska statsskuldskrisen som blivit kraftigt omdebatterad under senare år, och har satt hela eurosamarbetet i gungning.

## Översikt
Grekland hade hög tillväxt under mitten av 2000-talet, men 2008 mattades den och 2009 ersattes den av en nedåtgående spiral. Under våren 2010 visade det sig dessutom att flera grekiska regeringar redovisat landets ekonomiska statistik på ett felaktigt sätt för att hålla sig inom EU:s monetära riktlinjer (se EMU). Fusket var dock marginellt och viktigare var att man anpassat riktlinjerna så att även svagare ekonomier skulle kunna uppfylla dem (kravet på högst 60 % offentlig skuld ändrades till högst 100 %) – att få med Grekland och Italien sågs som viktigt.
För att hantera krisen, som hotade att leda till statsbankrutt, har regeringen varit tvungen till att genomdriva flera storskaliga åtstramningspaket som bland annat bestått i en bantning av den offentliga sektorn, höjd pensionsålder och sänkta löner och bidrag. Reformerna har varit Europeiska unionens (EU) och Internationella valutafondens (IMF) krav för att tillhandahålla nödlån till landet. Massiva demonstrationer har ägt rum i landet till följd av dessa åtgärder.

## Utveckling

### Krisens förspel
Grekland hade hög ekonomisk tillväxt under större delen av 2000-talet. Från 2000 till 2007 växte ekonomin med i snitt 4,2 procent per år, och utländskt kapital flödade in. Den höga tillväxten och låga räntor på statsskulden bidrog till att regeringen kunde tillåta stora strukturella underskott.
För att klara EU:s monetära krav hade regeringen dock redovisat sin officiella ekonomiska statistik på ett missvisande sätt. I början av 2010 upptäcktes det även att Grekland hade betalat Goldman Sachs och andra storbanker hundratals miljoner dollar för att de skulle arrangera transaktioner som dolde den faktiska statsskulden. Att sälja framtida inkomster räknas i sammanhanget inte som lån.

### Första åtstramningspaketet
Greklands parlament har röstat igenom fem större åtstramningspaket sedan 2010. Det sista röstades igenom den 12 februari 2012. Alla åtstramningspaket har omgärdats av stora demonstrationer.
Det första sparpaketet implementerades den 9 februari 2010 och inkluderade bland annat en frysning av alla löner till regeringsanställda, en tioprocentig minskning av bonusar och neddragningar av antalet anställda i offentlig sektor.

### Andra åtstramningspaketet ("Economy Protection Bill")
Den 5 mars 2010, efter nya hot om statsbankrutt, röstade det grekiska parlamentet ja till "Economy Protection Bill", som antogs medföra besparingar på ytterligare 4,8 miljarder euro.

### Tredje åtstramningspaketet
Den 1 maj 2010 annonserade Greklands premiärminister Giorgos Papandreou ett nytt åtstramningspaket. Lagförslaget presenterades för parlamentet den 4 maj och antogs den 29 och 30 juni. Sparpaketet möttes av en generalstrejk och massiva protester dagen därpå. Upploppen ledde till tre döda, dussintals sårade och 107 arresterade.
Bland reformerna kan nämnas:
- En ökning av momssatserna från 19–23 procent, 9–11 procent och 4–5,5 procent.
- En tioprocentig ökning av lyxskatter och skatt på alkohol, tobak och bränsle.
- En reform som gör att pensionsåldern förändras efter förväntad livslängd.
- Införandet av en finansiell stabiliseringsfond.
- Höjd pensionsålder inom offentlig sektor från 61 till 65 år.[15]
- Antalet offentligt ägda företag skall minskas från 6000 till 2000.[15]
- Antalet kommuner skall minskas från 1000 till 400.[15]

Dagen efter aviseringen av det nya åtstramningspaketet, den 2 maj 2010, gjordes en överenskommelse mellan Grekland, de övriga länderna i eurozonen och IMF, om ett nödlån till Grekland. Överenskommelsen innebar att Grekland skulle få ett lån på 45 miljarder euro som skulle utbetalas under 2010 och att det även skulle bli mer lån tillgängliga efter det. Den första låneutbetalningen var på 8,5 miljarder och täckte upp för grekiska statsobligationer som hade löpt ut.

### Fjärde åtstramningspaketet ("halvtidsplanen")
Ytterligare ett åtstramningsprojekt infördes under 2011. Mitt under en period av stora demonstrationer och en 24-timmarsstrejk över hela Grekland, debatterade parlamentet om de skulle säga ja eller nej till denna plan, som blev känt som "mesoprothesmo" ("halvtidsplanen").
Den 11 augusti införde regeringen fler skatter, denna gång för personer som ägde fasta tillgångar.

### Femte åtstramningspaketet
Den 10 februari 2012 beslutade parlamentet om ytterligare ett åtstramningspaket, inkluderande:
- En 22-procentig sänkning av minimilönen
- En minskning av antalet anställda i den statliga sektorn med 150 000 jobb fram till 2015
- En sänkning av pensionerna med totalt 300 miljoner euro under 2012
- Lagar som underlättar för avskedande
- Sänkta utgifter för hälsovård och försvar
- Att industrisektorn skall ges rätt att förhandla om lägre löner beroende på ekonomisk utveckling
- Att öppna för mer konkurrens inom hälsovård, turism och fastighetsbranschen
- En privatisering till ett värde av 15 miljarder euro till 2015, inklusive privatiseringen av gasföretagen DEPA och DESFA.

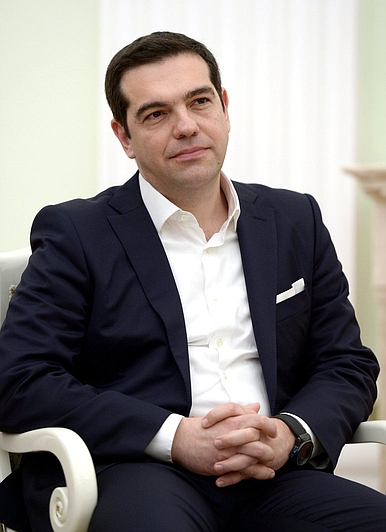
Alexis Tsipras, ledare för partiet Syriza

### 2015
Ryska medier meddelade under våren 2015 att Brics-gemenskapen var beredda att erbjuda Grekland medlemskap i sin nybildade New Development Bank. Detta dementerades dock 1 juli 2015 av Rysslands finansminister Anton Siluanov. Greklands premiärminister Alexis Tsipras besökte under juni Ryssland – något som vissa såg i ljuset av det sanktionsdrabbade Rysslands försök att etablera närmare kontakter med "missnöjda" EU-länder. Grekland och Tsipras sökte då inget ekonomiskt bistånd utan hävdade att besöket gällde "gemensamma projekt". Tsipras hade även två månader tidigare varit på besök i Moskva, och även då dementerades ryktena om försök att söka ekonomiskt bistånd från Ryssland.
2015 blev krisen akut, i samband med att Grekland – som första industriland – inte klarade av återbetalningar av lån motsvarande 1,6 miljarder euro till IMF den 30 juni. Vid samma tidpunkt hade Grekland en statsskuld på 323 miljarder euro.
En snabbutlyst folkomröstning om att säga ja eller nej till ytterligare åtstramningspaket (villkor från EU, IMF och IBRD för nya lån till Grekland) ledde 5 juni till att nej-sidan avgick med segersiffrorna 61%. Många befarar att Grekland kommer att få svårt att fortsätta som medlem av euro-samarbetet. Samtidigt befarades att landets banker, vilka höll stängt veckan före omröstningen efter en hotande akut kontantbrist, var nära en kollaps.
I samband med folkomröstningsresultatet meddelade Greklands finansminister Yanis Varoufakis sin avgång. I sin blogg skriver han att han avgår för att underlätta de fortsätta förhandlingarna med eurogruppen.

### 2017
Den 20 februari 2017 rapporterade det grekiska finansministeriet att regeringens skulder hade nått 226,36 miljarder euro efter att ha ökat med 2,65 miljarder euro under föregående kvartal. I mitten av 2017 började räntan på grekiska statsobligationer närma sig nivåerna före 2010, vilket signalerade en potentiell återgång till ekonomisk normalitet för landet. Enligt Internationella valutafonden (IMF) beräknades Greklands BNP växa med 2,8 % 2017.
Den medelfristiga finanspolitiska strategiramen 2018–2021, som röstades igenom den 19 maj 2017, införde ändringar av bestämmelserna i 2016 års trettonde åtstramningspaket.um
I juni 2017 indikerade nyhetsrapporter att den "förkrossande skuldbördan" inte hade lindrats och att Grekland riskerade att misslyckas med vissa betalningar. Internationella valutafonden slog fast att landet borde kunna låna igen "i sinom tid". Vid den tiden gav euroområdet Grekland ytterligare en kredit på 9,5 miljarder dollar, 8,5 miljarder dollar i lån och korta detaljer om en möjlig skuldlättnad med hjälp av IMF. Den 13 juli skickade den grekiska regeringen en avsiktsförklaring till IMF med 21 åtaganden som den lovade att uppfylla senast i juni 2018. De inkluderade ändringar i arbetslagstiftningen, en plan för att begränsa offentliga arbetskontrakt, för att omvandla tillfälliga kontrakt till permanenta avtal och att räkna om pensionsutbetalningarna för att minska utgifterna för social trygghet.

### 2018
Den 21 juni 2018 enades Greklands borgenärer om en 10-årig förlängning av löptiden på 96,6 miljarder euro i lån (dvs nästan en tredjedel av Greklands totala skuld), samt en 10-årig amorteringsperiod i räntor och amorteringar på samma lån. Grekland lämnade framgångsrikt (som deklarerats) räddningsaktionerna den 20 augusti 2018.

## Kritik mot reformerna

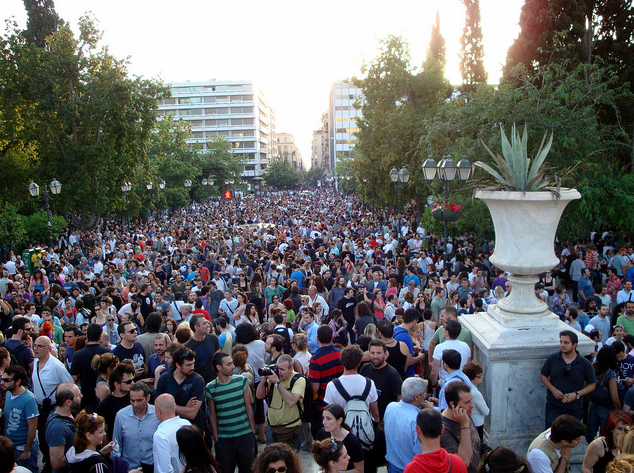
Demonstranter i Aten den 25 maj 2011

Wilhelm Hankel, professor emeritus i nationalekonomi vid Johann Wolfgang Goethe Universität i Frankfurt am Main, föreslog i en artikel i Financial Times att Grekland borde gå ur euron och därefter devalvera sin valuta.

### Allmänhetens attityder
I en enkät till allmänheten som publicerades den 18 maj 2011 ansåg 62 procent att de nödlåns- och åtstramningsreformer som Grekland undertecknat under 2011 var beslut som skadade landet. 80 procent uppgav även att de inte hade någon tilltro till finansminister Giorgos Papakonstantinous förmåga att hantera krisen.
Det folkliga stödet för att landet ska stanna kvar inom euroområdet, och därmed behålla euron som valuta, är däremot mycket starkt, med runt 70 procent för att behålla valutan. Vissa opinionsmätningar har visat ett så starkt stöd som 85 procent.

### Kritik från nationalekonomer
Många prominenta nationalekonomer har kraftigt kritiserat euroområdet och den så kallade Trojkans (EU-kommissionen, ECB och IMF) krav på Grekland. Markus Jäntti vid Stockholms universitet menar att euroområdets förhandlare är fullständigt ointresserade av hur det går med det grekiska folket; den påtvingade sparkuren är orsak till den massiva depression Grekland nu lider av.
Joseph Stiglitz menar att kraven från EU-ledarna inte handlar om pengar utan om att tvinga Grekland att böja sig. Åtgärderna som krävs är enligt honom fullkomligt olämpliga. Han har också påpekat att av pengarna som lånats till Grekland av EU och IMF har en mycket liten del gått till Grekland i egentlig mening. Det allra mesta har gått till att betala tillbaka lån till privata borgenärer, bland dem tyska och franska banker.
Amartya Sen liknar kraven vid att blanda antibiotika med råttgift. Reformer behövs, men kopplingen mellan strukturella reformer och nedskärningar är – i den form borgenärerna förutsätter – kontraproduktiv. Amartya Sen kritiserar också åtstramningspolitiken och ser det som märkligt att finanskrisen, som började 2008 på grund av misslyckanden inom den privata sektorn, tagits som skäl att nedmontera välfärdsstaten. Enligt Amartya Sen har den typ av åtstramningspolitik som genomdrivits i Grekland under senare år visat sig misslyckad historiskt. Tvärtom menar han att det behövs offentliga satsningar för att få igång tillväxten och därmed minska det offentliga underskottet. Amartya Sen menar vidare att ledarna i EU länge underlåtit att lyssna på den nationalekonomiska expertisen, och att uppmuntra offentlig diskussion om den ekonomiska politiken.
Vad gäller åtgärderna efter att skuldkrisen var ett faktum (liksom tidigare vad gäller hela EU) menar Sen att man på ett farligt sätt blandat ihop behovet av institutionella reformer med krav på åtstramning. Den enorma ungdomsarbetslösheten som depressionen lett till betyder en förlust av kompetens i framtiden. Genom att reformer och åtstramning kopplats ihop har det blivit svårare att genomdriva de nödvändiga institutionella reformerna. I Grekland är förutsättningarna för sådana reformer nu mycket dåliga.
I juli 2015 författade nationalekonomer från London School of Economics ett brev där de manade båda sidor i krisen att hitta en lösning på krisen genom att bete sig på ett mer ekonomiskt ansvarsfullt sätt. De hävdade att det som krävs för att undvika en Grexit är minskad åtstramning, strukturreformer och skuldnedskrivning.

### Fotnoter
1. 1 2  ”EU Stats Office: Greek Economy Figures Unreliable – ABC News”. Arkiverad från originalet den 7 oktober 2010. https://web.archive.org/web/20101007143658/http://abcnews.go.com/Business/wireStory?id=9541636. Läst 2 maj 2010.
2. 1 2  Andrew Wills (5 maj 2010). ”Rehn: No other state will need a bail-out”. EU Observer. http://euobserver.com/19/30015. Läst 6 maj 2010.
3. 1 2  Sandro Scocco. ”Därför hade alla fel om Grekland”. sid. 9. http://www.arenaide.se/wp-content/uploads/sites/2/2015/02/RapportScoccoGrekland6.pdf.
4. ↑  ”Greece: Foreign Capital Inflows Up « Embassy of Greece in Poland Press & Communication Office”. Greeceinfo.wordpress.com. 17 september 2009. http://greeceinfo.wordpress.com/2009/09/17/greece-foreign-capital-inflows-up/. Läst 5 maj 2010.
5. ↑  ”Greece Paid Goldman $300  Million To Help It Hide Its Ballooning Debts – Business Insider”. http://www.businessinsider.com/henry-blodget-greece-paid-goldman-300-million-to-help-it-hide-its-ballooning-debts-2010-2. Läst 6 maj 2010.
6. ↑  ”Πάγωμα μισθών και περικοπές επιδομάτων ανακοίνωσε η κυβέρνηση / Government announced cuts and a freeze in salaries”. enet.gr. 9 februari 2010. http://www.enet.gr/?i=news.el.article&id=130472. Läst 14 augusti 2011.
7. ↑  Ingrid Melander (5 mars 2010). ”Greek parliament passes austerity bill”. Reuters. http://www.reuters.com/article/idUSATH00527020100305?type=usDollarRpt. Läst 6 maj 2010.
8. ↑  Helena Smith (9 maj 2010). ”The Greek spirit of resistance turns its guns on the IMF”. The Guardian (UK). http://www.guardian.co.uk/world/2010/may/09/greece-debt-crisis-euro-imf. Läst 10 maj 2010.
9. ↑  Weeks, Natalie (30 juni 2011). ”Papandreou Wins Vote on Second Greek Austerity Bill in Bid for More EU Aid”. Bloomberg News. http://www.bloomberg.com/news/2011-06-30/papandreou-wins-enough-votes-to-pass-greek-budget-bill-ensuring-bailout.html. Läst 30 juni 2011.
10. ↑  Maltezeu, Renee (30 juni 2011). ”Greek finance minister welcomes austerity bill approval”. Reuters. Arkiverad från originalet den 3 maj 2012. https://web.archive.org/web/20120503052933/http://www.reuters.com/article/2011/06/30/greece-minister-eurogroup-idUSATH00622820110630. Läst 30 juni 2011.
11. ↑  Dan Bilefsky (5 maj 2010). ”Three Reported Killed in Greek Protests”. The New York Times. http://www.nytimes.com/2010/05/06/world/europe/06greece.html?src=me. Läst 5 maj 2010.
12. ↑  ”Fourth raft of new measures”. In.gr. 2 maj 2010. Arkiverad från originalet den 5 maj 2010. https://web.archive.org/web/20100505125922/http://www.in.gr/news/article.asp?lngEntityID=1132263&lngDtrID=251. Läst 6 maj 2010.
13. ↑  ”Greece police tear gas anti-austerity protesters”. BBC News. 1 maj 2010. http://news.bbc.co.uk/1/hi/world/europe/8655711.stm.
14. ↑  ”Fourth raft of new measures” (på Greek). In.gr. 2 maj 2010. Arkiverad från originalet den 5 maj 2010. https://web.archive.org/web/20100505125922/http://www.in.gr/news/article.asp?lngEntityID=1132263&lngDtrID=251. Läst 5 maj 2010.
15. 1 2 3  Friedman, Thomas L. (14 maj 2010). ”Greece's newest odyssey”. San Diego, California: San Diego Union-Tribune. ss. B6. http://www.nytimes.com/2010/05/12/opinion/12friedman.html.
16. ↑   Greek Bailout Talks Could Take Three Weeks, Bloomberg L.P., http://www.businessweek.com/news/2010-04-20/greek-bailout-talks-could-take-three-weeks-bond-payment-looms.html
17. ↑  ”Βροντερό όχι στο Μεσοπρόθεσμο από τους διαδηλωτές / A loud "no" by the protesters for the mid-term (plan)”. ethnos.gr. 29 juni 2011. Arkiverad från originalet den 9 augusti 2011. https://web.archive.org/web/20110809095538/http://www.ethnos.gr/article.asp?catid=22768&subid=2&pubid=63183118. Läst 22 augusti 2011.
18. ↑  ”Διαδηλώσεις για το Μεσοπρόθεσμο σε όλη την Ελλάδα / Protests against the mid-term (plan) throughout Greece”. skai.gr. 29 juni 2011. http://www.skai.gr/news/greece/article/173473/diadiloseis-gia-to-mesoprothesmo-se-oli-tin-ellada-/. Läst 22 augusti 2011.
19. ↑  ”Ψηφίστηκε το Μεσοπρόθεσμο πρόγραμμα στη Βουλή / The mid-term plan was passed in the parliament”. portal.kathimerini.gr. 29 jni 2011. Arkiverad från originalet den 6 april 2012. https://web.archive.org/web/20120406152242/http://portal.kathimerini.gr/4dcgi/_w_articles_kathbreak_1_29/06/2011_396387. Läst 22 augusti 2011.
20. ↑  ”Βουλή: 155 «Ναι» στο Μεσοπρόθεσμο / Parliament: 155 "ayes" for the mid-term (plan)”. tovima.gr. 29 juni 2011. http://www.tovima.gr/politics/article/?aid=408684. Läst 22 augusti 2011.
21. ↑  ”Φοροκεραμίδα 4 δισ. ευρώ στα ακίνητα με την επιβολή του νέου ειδικού τέλους / 4 billion Euro to be raised with the imposition of the new excise tax”. enet.gr. 12 september 2011. Arkiverad från originalet den 14 september 2018. https://web.archive.org/web/20180914132423/http://www.tanea.gr/latestnews/article/?aid=4656307. Läst 14 september 2011.
22. ↑  ”Greece MPs clear way for $170b bailout”. ABC News. 13 februari 2012. http://www.abc.net.au/news/2012-02-13/greece-votes-in-favour-of-austerity-plan/3826308. Läst 13 februari 2012.
23. ↑  ”Der ganze Staat soll neu gegründet werden”. Sueddeutsche. 13 februari 2012. http://www.sueddeutsche.de/wirtschaft/sparpaket-in-griechenland-der-ganze-staat-soll-neu-gegruendet-werden-1.1282482. Läst 13 februari 2012.
24. ↑  Reuters (2015-07-02): "Russia hasn't offered Greece BRICS bank membership: finance minister". yahoo.com. Läst 5 juli 2015. (engelska)
25. ↑  Reuters (2015-06-18): "Exclusive: Greece has not asked Russian finance ministry for aid - deputy minister". yahoo.com. Läst 5 juli 2015. (engelska)
26. ↑  Walker, Shaun (2015-04-08): "Greek PM Alexis Tsipras begins talks in Moscow with Vladimir Putin". theguardian.com. Läst 6 juli 2015. (engelska)
27. ↑  ”Greece fails to make IMF payment as bailout expires” (på engelska). CTVNews. http://www.ctvnews.ca/business/greece-fails-to-make-imf-payment-as-bailout-expires-1.2446852. Läst 5 juli 2015.
28. ↑  BBC News (2015-06-30): "Greece debt crisis: Eurozone rejects bailout appeal". bbc.com. Läst 5 juli 2015. (engelska)
29. 1 2  Hannah Engberg (6 juli 2015). ”Greklands finansminister avgår”. Dagens Nyheter (DN). http://www.dn.se/ekonomi/greklands-finansminister-avgar/. Läst 6 juli 2015.
30. ↑  "Greek referendum: Alexis Tsipras hails victory for No campaign - live updates". theguardian.com, 2015-07-05. Läst 5 juli 2015. (engelska)
31. ↑  "Analysts fear Greek banks may collapse". theguardian.com, 2015-07-05. Läst 6 juli 2015. (engelska)
32. ↑  Jennifer Rankin (20 februari 2017). ”Greece standoff over €86bn bailout eases after Brussels deal” (på engelska). The Guardian. https://www.theguardian.com/business/2017/feb/20/greece-stand-off-over-86bn-bailout-eases-as-inspectors-return-to-athens. Läst 3 februari 2022.
33. ↑  Khan, Mehreen (9 maj 2017). ”Greek bonds keep on smashing post-bailout records” (på engelska). Financial Times. https://www.ft.com/content/16a362d7-7e58-3744-8f84-8b015a7676ad. Läst 3 februari 2022.
34. ↑  ”Finance Ministry ups 2017 budget primary surplus estimates on higher revenue projections” (på engelska). Macropolis. 17 maj 2017. http://www.macropolis.gr/?i=portal.en.macroeconomy.5647. Läst 3 februari 2022.
35. ↑  El-Erian, Mohamed (22 juni 2017). ”Greek debt: IMF and EU's quick fix isn't enough” (på engelska). The Guardian. https://www.theguardian.com/world/2017/jun/22/greek-debt-imf-eu-bailout. Läst 3 februari 2022.
36. ↑  ”Greece gets credit lifeline, IMF joins bailout” (på engelska). https://www.theglobeandmail.com/report-on-business/economy/greece-gets-credit-lifeline-imf-joins-bailout/article35325652/. Läst 3 februari 2022.
37. ↑  ”Greece reiterates pledge to IMF to implement 21 prior actions by June 2018” (på engelska). Greece reiterates pledge to IMF to implement 21 prior actions by June 2018. http://english.capital.gr/News.asp?id=2436103. Läst 3 februari 2022.
38. ↑  ”Greece exits final bailout successfully: ESM” (på engelska). Reuters. 20 augusti 2018. https://www.reuters.com/article/us-eurozone-greece-bailout/greece-exits-final-bailout-successfully-esm-idUSKCN1L40OG. Läst 3 februari 2022.
39. ↑  ”FT.com / Kommentar / Yttrande - En euro exit är den enda vägen ut för Grekland”. Financial Times. 25 mars 2010. http://www.ft.com/cms/s/0/6a618b7a-3847-11df-8420-00144feabdc0.html. Läst 2 maj 2010.
40. ↑  ”Mνημόνιο ένα χρόνο μετά. Aποδοκιμασία, αγανάκτηση, απαξίωση, ανασφάλεια (ett år efter det samförståndsavtal som: ogillande, ilska, förakt)”. 18 maj 2011. http://www.skai.gr/news/politics/article/169875/mnimonio-ena-hrono-meta-apodokimasia-aganaktisi-apaxiosi-anasfaleia.
41. ↑  Greeks protest austerity, support euro on eve of eurozone bailout meetings
42. ↑  Greek election about austerity, not the euro: Former PM
43. ↑  Syriza spås bli största parti
44. ↑  Anna Pusa (4 juli 2015). ”Ekonomer talar för ett nej”. Hufvudstadsbladet. Arkiverad från originalet den 7 juli 2015. https://web.archive.org/web/20150707053851/http://hbl.fi/nyheter/2015-07-03/761646/ekonomer-talar-ett-nej.
45. 1 2  Joseph Stiglitz (29 juni 2015). ”How I would vote in the Greek referendum”. The Guardian. http://www.theguardian.com/business/2015/jun/29/joseph-stiglitz-how-i-would-vote-in-the-greek-referendum.
46. 1 2 3 4  Amartya Sen (4 juni 2015). ”The economic consequences of austerity”. New Statesman. http://www.newstatesman.com/politics/2015/06/amartya-sen-economic-consequences-austerity.
47. ↑  http://www.voxeu.org/article/lse-letter-greece-crisis